# I. e. 129
Évszázadok: i. e. 3. század – i. e. 2. század – i. e. 1. század
Évtizedek: i. e. 170-es évek – i. e. 160-as évek – i. e. 150-es évek – i. e. 140-es évek – i. e. 130-as évek – i. e. 120-as évek – i. e. 110-es évek – i. e. 100-as évek – i. e. 90-es évek – i. e. 80-as évek – i. e. 70-es évek
Évek: i. e. 134 – i. e. 133 – i. e. 132 – i. e. 131 –  i. e. 130 – i. e. 129 – i. e. 128 – i. e. 127 – i. e. 126 – i. e. 125 – i. e. 124

## Események

### Róma
- Caius Sempronius Tuditanust és Manius Aquiliust választják consulnak.
- Aquilius consul Pergamonba utazik, ahol elnyomja az Arisztonikosz-féle felkelés utáni maradék ellenállást és megszervezi Asia provinciát.
- Tuditanus consul a dalmáciai iapodes törzs ellen indít hadjáratot. Az év végén engedélyezik számára a diadalmenetet.
- Meghal Scipio Aemilianus. Feltehetően meggyilkolják, miután éles politikai konfliktusba keveredik a Gracchus-féle földreformot támogató párttal.

### Hellenisztikus birodalmak
- A pártusoktól visszafoglalt Médiában a városi lakosság több helyen fellázad a szeleukida helyőrség ellen. VII. Antiokhosz király az egyik ilyen helyszínt keresi fel kis csapatával, amikor a pártusok rajtaütnek és lemészárolják a katonáit. Antiokhosz, amikor látja, hogy nem tud elmenekülni, öngyilkosságot követ el. II. Phraatész pártus király a holttestét ezüstkoporsóban visszaküldi Szíriába. Phraatész nem tudja kihasználni a győzelmét, mert országát északról és keletről szakák és tokhárok támadják meg.
- Phraatész csapatokat küld, hogy elfogják az előző évben fogságából elengedett II. Démétrioszt, de az kitér üldözői elől és épségben eljut Szíriába, ahol egyedüli jelöltként elfoglalja a Szeleukida Birodalom trónját.

### Kína
- Vu császár először indít hadjáratot az északi nomádok, a hsziungnuk ellen. Négy helyen támad meglepetésszerűen, de a hsziungnuk kitérnek előle, csak az egyik csata jár mérsékelt sikerrel.

## Halálozások
- VII. Antiokhosz Szidétész, szeleukida király
- Publius Cornelius Scipio Aemilianus Africanus, római hadvezér és államférfi
- Karneadész, görög filozófus

## Fordítás
- Ez a szócikk részben vagy egészben  a(z)   129 av. J.-C, című francia Wikipédia-szócikk ezen változatának fordításán alapul.  Az eredeti cikk szerkesztőit annak laptörténete sorolja fel. Ez a jelzés csupán a megfogalmazás eredetét és a szerzői jogokat jelzi, nem szolgál a cikkben szereplő információk forrásmegjelöléseként.